# Ninh Giang (huyện)
Ninh Giang là một huyện cũ thuộc tỉnh Hải Dương, Việt Nam.

## Địa lý

### Vị trí địa lý
Huyện Ninh Giang nằm ở phía nam tỉnh Hải Dương, nằm cách thành phố Hải Dương khoảng 29 km, cách thủ đô Hà Nội khoảng 87 km, có vị trí địa lý:
- Phía đông giáp huyện Tứ Kỳ và huyện Vĩnh Bảo, thành phố Hải Phòng
- Phía tây giáp huyện Thanh Miện
- Phía nam giáp huyện Quỳnh Phụ, tỉnh Thái Bình
- Phía bắc giáp huyện Gia Lộc.

### Khí hậu
Về thời tiết, khí hậu cơ bản chia làm hai mùa. Mùa đông từ tháng 11 đến tháng 3 với thời tiết lạnh khô vào nửa đầu, và ẩm ướt vào nửa cuối. Mùa hè từ tháng 5 đến tháng 9 thời tiết nóng và mưa nhiều (lượng mưa cao nhất vào tháng 8). Nhiệt độ trung bình năm 23,5 °C. Số giờ nắng 1.600 – 1.700 giờ /năm. Độ ẩm trung bình năm vượt trên 80% (cao hơn các huyện, thị phía Tây Bắc). Lượng mưa trung bình hàng năm 1.550 – 1.700 mm.

### Dân cư
Thời Pháp thuộc dân số phủ lỵ Ninh Giang có khoảng 7.000 người, gốc gác từ nhiều vùng: Hải Phòng, Bắc Thái, Thái Bình, Hà Nội song gốc Hà Nam là chủ yếu. Người Hoa cũng đến lập nghiệp ở đây có khoảng 100 hộ Hoa Kiều. Người Hoa thường lập thành hang bang riêng của họ.
Năm 1996, có diện tích 135,4 km², dân số huyện Ninh Giang là 146.780 người (dân số thị trấn Ninh Giang là 8.071 người).

## Hành chính
Huyện Ninh Giang có 16 đơn vị hành chính cấp xã trực thuộc, bao gồm thị trấn Ninh Giang (huyện lỵ) và 15 xã: An Đức, Bình Xuyên, Đức Phúc, Hiệp Lực, Hồng Dụ, Hồng Phong, Hưng Long, Kiến Phúc, Nghĩa An, Tân Hương, Tân Phong, Tân Quang, Ứng Hòe, Văn Hội, Vĩnh Hòa.

## Lịch sử
Vùng đất Ninh Giang (寕江) xưa đã được nhắc đến trong một số bộ sử. Mỗi thời kỳ với những tên gọi khác nhau, được nhắc tới nhiều nhất là Hồng Châu, Hạ Hồng, Vĩnh Lại.
Theo tục truyền vào năm 40, Hai Bà Trưng khởi nghĩa. Nhà Hán cử Mã Viện sang đàn áp. Tại vùng Hạ Hồng đã xảy ra cuộc giao tranh giữa 2 bên. Phá vây ở Hạ Hồng, Hai Bà Trưng chạy về Thạch Bàn. Đô Lượng, 1 tướng giỏi của Hai Bà Trưng có cứ quân đóng ở Hiệp Lực (Ngã ba sông Tranh).đó là Đô đài tướng quân Hồ Đại Liệu đời sau phong là Hộ quốc đại vương Thượng đẳng Thần. tượng ngài được thờ tại ( Đình La Khê thuộc xã Tân Hương) ngày nay, Đình La Khê được UBND tỉnh Hải Dương công nhận là di tích lịch sử văn hóa. HALUUST ngài được suy tôn là Thành Hoàng làng được các triều đại ban sắc phong..
Vào thế kỷ thứ X, ở làng Cúc Bồ (nay là xã Kiến Quốc), Khúc Thừa Dụ đã chiêu binh mã nổi dậy chống quân đô hộ phương Bắc.
Vùng đất huyện Ninh Giang ngày nay từ triều Trần về trước thuộc huyện Đồng Lợi.
Mùa xuân năm 1418, Lê Lợi dấy binh ở Thanh Hóa chống quân Minh. Sau đó, năm 1419, tại châu Hạ Hồng, Trịnh Công Chứng và Lê Hành dấy quân đánh Tống binh Lý Bân của nhà Minh ở vùng Bắc.
Đời vua Lê Thái Tổ, đổi huyện Đồng Lợi thành Đồng Lại.
Đời Quang Thuận (1460 - 1469), đặt phủ Hạ Hồng và quản 4 huyện: Trường Tân (tức Gia Lộc ngày nay), Tứ Kỳ, Thanh Miện, Vĩnh Lại (tức huyện Ninh Giang và lục tổng huyện Vĩnh Bảo theo triền Tả sông Hóa).
Đầu thế kỳ thứ XVI, nhà Lê bước vào thời suy vong Mạc Đăng Dung soán ngôi nhà Lê, trong nước diễn ra nhiều cuộc chiến một bên là Chúa Trịnh (dưới danh nghĩa Phù Lê) và một bên là Mạc. Đây là thờ kỳ nội chiến kéo dài, chiến tranh xảy ra liên miên. Ninh Giang nằm trong vùng chiến trường ác liệt.
Năm 1594, phủ Hạ Hồng có nhiều quân cát cứ chống Trịnh Tùng. Tháng 7 năm ấy Mạc Kính Chương chiếm huyện Thanh Hà và Tứ Kỳ, còn huyện Vĩnh Lại có Lai Quận Công. Những năm ấy xứ Hải Dương mất mùa to, chết đói rất nhiều.
Năm 1595, Trịnh Tùng cử Trịnh Văn Chương về trấn giữ huyện Vĩnh Lại.
Năm 1598, Nguyễn Hoàng lại được cử về xứ Hải Dương dẹp quân chống đối.
Đến năm Cảnh Hưng thứ hai (1741), đổi phủ Hạ Hồng thành đạo Hạ Hồng.
Dưới triều Nguyễn năm Gia Long thứ nhất (1802) gọi là phủ Hạ Hồng.
Lỵ sở Hạ Hồng trước đóng ở Gia Lộc (có thuyết nói rằng ở xã Kinh Triều), năm Gia Long thứ 7 (1808) dời về xã Quý Cao (huyện Tứ Kỳ), đến năm Gia Long thứ 10 (1811) phủ lỵ dời về xã Phù Cựu (thuộc huyện Vĩnh Lại).
Vào năm Minh Mạng thứ 3 (1822) vì kiêng tên húy của vua, nên phủ Hạ Hồng đổi thành phủ Ninh Giang (寕江府), có nghĩa là “vùng sông nước an toàn”. Lúc ấy, Ninh Giang quản 4 huyện: Gia Lộc, Tứ Kỳ, Thanh Miện, Vĩnh Lại. Phủ Ninh Giang ngày xưa có thành đất bao quanh. Thành dài 171 trượng (684m) cao 6 thước 2 tấc. 4 mặt thành có hào, 3 cửa ra xã Tranh Xuyên.
Đến năm Minh Mạng thứ 11 (1830), lỵ sở Ninh Giang dời về tổng Bất Bế (tức Ninh Giang ngày nay).
Năm Minh Mạng thứ 19 (1838), cắt 5 tổng của Huyện Tứ Kỳ, 3 tổng của huyện Vĩnh Lại để lập ra huyện Vĩnh Bảo. Tên Vĩnh Lại duy trì đến năm 1919.
Năm Tự Đức thứ 4, phủ Ninh Giang quản 4 huyện: Vĩnh Lại, Vĩnh Bảo, Gia Lộc và Tứ Kỳ.
Vào đời Tự Đức (1858), Pháp tấn công Đà Nẵng, mở đầu cuộc xâm lược của Pháp vào Việt Nam. Tại Hải Dương nhiều huyện như Vĩnh Lại, Tứ Kỳ, Gia Lộc, thành Hải Dương bị giặc chiếm đóng, triều đình phải huy động quân từ nhiều tỉnh, kể cả Thanh Hóa và Nghệ An, có lúc số quân huy động lên tới 15.000 quân cùng nhiều thuyền tàu và đại bác dẹp giặc.
Năm Thành Thái thứ 9 (1897), Pháp đặt sở đại lý ở Ninh Giang.
Năm 1919, Pháp bỏ cấp phủ - cấp hành chính trung gian - phủ chỉ là tên gọi cho những huyện lớn và quan trọng, không quản các huyện nữa. Vì vậy, sau thời Khải Định (1925) tên gọi huyện Ninh Giang thay cho tên gọi huyện Vĩnh Lại.
Trong thời kỳ Pháp tạm chiếm, vào năm 1951, Ninh Giang là quận và thuộc tỉnh Vĩnh Ninh. Tỉnh Vĩnh Ninh gồm các quận: Ninh Giang, Hà An, Vĩnh Bảo, Tiên Lãng và Phụ Dực.
Sau năm 1954, một phần huyện Ninh Giang được tách ra để thành lập thị xã Ninh Giang thuộc tỉnh Hải Dương.
Ngày 3 tháng 8 năm 1959, Thủ tướng Chính phủ ban hành nghị quyết sáp nhập thị xã Ninh Giang trở lại huyện Ninh Giang.
Sau khi sáp nhập, huyện Ninh Giang có thị xã Ninh Giang và 27 xã: An Đức, Đồng Tâm, Đông Xuyên, Hiệp Lực, Hoàng Hanh, Hồng Dụ, Hồng Đức, Hồng Phúc, Hồng Thái, Hưng Long, Hưng Thái, Kiến Quốc, Nghĩa An, Ninh Hải, Ninh Hòa, Ninh Thành, Ninh Thọ, Quang Hưng, Quyết Thắng, Tân Hương, Tân Phong, Tân Quang, Ứng Hòe, Văn Giang, Văn Hội, Vạn Phúc, Vĩnh Hòa.
Ngày 20 tháng 1 năm 1965, Bộ Nội vụ ban hành Quyết định số 20-NV chuyển thị xã Ninh Giang thành thị trấn Ninh Giang thuộc huyện Ninh Giang.
Năm 1968, tỉnh Hải Dương sáp nhập với tỉnh Hưng Yên thành tỉnh Hải Hưng, huyện Ninh giang thuộc tỉnh Hải Hưng.
Ngày 11 tháng 3 năm 1974, sáp nhập xóm Đoàn Kết của xã Đồng Tâm vào thị trấn Ninh Giang.
Ngày 1 tháng 4 năm 1979, huyện Ninh Giang sáp nhập với huyện Thanh Miện thành huyện Ninh Thanh.
Đến ngày 27 tháng 1 năm 1996, huyện Ninh Thanh lại được tách ra thành 2 huyện như cũ.
Ngày 1 tháng 1 năm 1997, huyện Ninh Giang thuộc tỉnh Hải Dương vừa được tái lập.
Ngày 14 tháng 1 năm 2002, xã Ninh Thọ được đổi tên thành xã Hồng Phong.
Ngày 16 tháng 10 năm 2019, Ủy ban Thường vụ Quốc hội ban hành Nghị quyết số 788/NQ-UBTVQH14 về việc sắp xếp các đơn vị hành chính cấp huyện, cấp xã thuộc tỉnh Hải Dương giai đoạn 2019–2021 (nghị quyết có hiệu lực từ ngày 1 tháng 12 năm 2019). Theo đó:
- Sáp nhập xã Hồng Thái vào xã Hồng Dụ
- Sáp nhập xã Ninh Thành vào xã Tân Hương
- Sáp nhập xã Hưng Thái vào xã Hưng Long
- Sáp nhập xã Văn Giang vào xã Văn Hội
- Sáp nhập các xã Ninh Hòa và Quyết Thắng vào xã Ứng Hòe
- Sáp nhập các xã Hoàng Hanh và Quang Hưng vào xã Tân Quang.

Ngày 24 tháng 10 năm 2024, Ủy ban Thường vụ Quốc hội ban hành Nghị quyết số 1250/NQ-UBTVQH15 về việc sắp xếp đơn vị hành chính cấp xã của tỉnh Hải Dương giai đoạn 2023 – 2025 (nghị quyết có hiệu lực từ ngày 1 tháng 12 năm 2024). Theo đó:
- Sáp nhập xã Đồng Tâm vào thị trấn Ninh Giang.
- Thành lập xã Kiến Phúc trên cơ sở xã Kiến Quốc và xã Hồng Phúc.
- Thành lập xã Đức Phúc trên cơ sở xã Hồng Đức và xã Vạn Phúc.
- Thành lập xã Bình Xuyên trên cơ sở xã Đông Xuyên và xã Ninh Hải.

Huyện Ninh Giang có 1 thị trấn và 15 xã như hiện nay.

## Kinh tế
Là một huyện nam đồng bằng sông Hồng phát triển làng nghề còn hạn chế:
- Làng nghề mộc Cúc Bồ (Kiến Phúc)
- Nghề trồng hoa Tranh Xuyên (thị trấn Ninh Giang)
- Nghề làm giò chả ở Tân Hương
- Nghề làm bánh gai thị trấn Ninh Giang
- Nghề nấu rượu ở Văn Giang (Văn Hội).

## Du lịch
Không nổi tiếng về du lịch nhưng Ninh Giang cũng có một vài đền chùa mang đậm dấu ấn lịch sử như: Đền quan Tuần Tranh (hay còn gọi là đền Tranh) là một trong những ngôi đền lớn và nổi tiếng ở Ninh Giang, Chùa Chông, Đình Làng Xuyên Hử,... Đình Làng Xuyên Hử là nơi thờ vị Thành Hoàng của làng, trong kháng chiến chống Pháp người dân địa phương đã che giấu cán bộ cách mạng tại đây, người dân còn tháo dỡ Đình Làng lấy vật liệu làm cầu Đồng Bình phục vụ kháng chiến. Tháng 3 năm 2006 được sự đồng ý của Ủy ban Nhân dân tỉnh Hải Dương đình làng Xuyên Hử đã được tái tạo lại.
Di tích đình Trịnh Xuyên ở xã Nghĩa An thờ Vũ Đức Phong vị tướng kiên trung đời Trần đã được xếp hạng là di tích lịch sử văn hóa cấp quốc gia. Cùng với đó lễ hội đình Trình Xuyên (ngày 10/2 âm lịch cũng được vinh danh là di sản văn hóa phi vật thể quốc gia.
Địa phận xã Tân Phong thuộc huyện Ninh Giang trước đây có rất nhiều các di tích đình, chùa, miếu mạo. Đặc biệt đình Chuông với những cây cột gỗ lim hai người ôm và những phiến đá xanh lát hè nặng hàng chục tấn, Chùa Chuông với rất nhiều tượng phật... Hiện nay đình chùa đã bị phá hết (trong cải cách văn hoá), thời gian gần đây, người dân đã phục dựng lại chùa Chuông ở một vị trí khác nhưng các tượng thì đã không còn (đã bị thiêu hủy trong cải cách văn hoá). Năm 2005 chính quyền địa phương đã tổ chức khai quật tại nơi chôn những pho tượng phật của chùa Chuông cũ và thu giữ được rất nhiều di vật cổ gồm vài chục ngôi tương gỗ không còn nguyên vẹn nhưng những đường nét điêu khắc trên tượng của người xưa được xem là rất tinh tế và đẹp thì vẫn còn gần như nguyên vẹn. Hiện số tượng phật này vẫn được cất giữ tại chùa Chuông mới.
Đình La Khê thuộc xã Ninh Thành (nay là thôn La Tiến, xã Tân Hương). Khi xưa gọi là Làng Vào thuộc xã La Khê (社 欏 溪), tổng Đông Bối (總 東 貝), phủ Ninh Giang (府 寧 江), tỉnh Hải Dương (省 海 陽). Tương truyền Đình La Khê được nhân dân xây dựng từ rất sớm ở khu đất cao ở giữa làng, thờ tượng vị tướng quân Hồ Đại Liệu. Phò Hai Bà Trưng đánh giặc Đình đã được tu sửa nhiều lần. Đến niên hiệu Duy Tân thứ 1 (1908) ngôi Đình được trùng tu và mở rộng. Kiến trúc kiểu chữ đinh (丁), gồm 5 gian Tiền tế và 3 gian Hậu cung. Đình còn giữ nguyên các hoa văn, phù điêu mang nét văn hoá thời Nguyễn và các hiện vật như: Ngai thờ, mũ đồng, khám chỉ, bát biểu, xà mâu v.v.và 3 pho tượng: tượng vị tướng quân Hồ Đại Liệu phò Bà Trưng, giữ chức: Điện Tiền đô chỉ huy sứ tướng quân. Tượng Mẫu Hậu Huệ Nương (mẹ của tướng quân Hồ Đại Liệu). thờ tượng ngài Hà Quý Công - tự Bút Hoa Đỗ Thám hoa đời Trần. Đình La Khê suy tôn vị tướng quân Hồ Đại Liệu là Thành hoàng làng, có nhiều sắc phong qua các triều đại. Hiện được lưu giữ tại Sở Văn hoá tỉnh Hải Dương và Viện thông tin khoa học xã hội i: (TT–TS FQ 4018 IX,44 F2). Không những vậy Đình La Khê trong 9 năm kháng chiến chống Pháp cũng là nơi sơ tán của Trường Đại học Bắc Sơn được đón Tôn Đức Thắng về thăm và nói chuyện và cũng là trụ sở hội họp của Mặt trận cứu quốc huỵện Ninh Giang. Năm 1949, Đình La Khê là Bệnh viện dã chiến của quân khu Tả Ngạn. (HALUUST) Năm 1952, Pháp càn quét đốt phá phần hậu cung hỏng hoàn toàn. Tượng, đồ thờ đã được nhân dân cất giữ tại chùa làng. Năm gian tiền tế không được trùng tu đã mai một xuống cấp theo thời gian. Đến tháng 10 năm 1997, đình đã được tu tạo lại khang trang. Năm 2021 được UBND tỉnh Hải Dương xếp hạng Đình La Khê là di tích lịch sử văn hóa.
Đền Khúc Thừa Dụ: Công trình có tổng diện tích hơn 57.000 m², gồm 5 hạng mục chính, được khởi công xây dựng năm 2005, với tổng vốn đầu tư 38.3 tỷ đồng. ba loại vật liệu quý để làm đền thờ là đá xanh, gỗ lim và đồng. Đền thờ Anh hùng Dân tộc Khúc Thừa Dụ nằm giáp đê sông Luộc, mặt đền quay theo hướng Nam. Từ ngoài vào trong đền qua chiếc cầu đá, đến sân hội, với hai bức phù điêu ghép bằng các tảng đá lớn. Các họa tiết được chạm khắc công phu, mô tả quang cảnh nhân dân tụ nghĩa theo Tiên Chúa Khúc Thừa Dụ giành quyền tự chủ và cuộc sống thái bình, an cư lạc nghiệp.

## Giao thông
Theo đường bộ, huyện Ninh Giang cách thành phố Hải Dương 29 km, Hà Nội 87 km.
Huyện có nhiều tuyến đường quan trọng chạy qua là: quốc lộ 37, tỉnh lộ 392, tỉnh lộ 396, tỉnh lộ 396B,... và giao thông bằng hệ thống đường sông cũng khá thuận lợi.
- Quốc lộ 37 đoạn qua huyện nằm giữa huyện Gia Lộc và huyện Vĩnh Bảo, thành phố Hải Phòng đi qua các xã Ứng Hòe, Nghĩa An, Tân Hương, Vĩnh Hòa và thị trấn Ninh Giang. Trên tuyến có cầu Chanh bắc qua sông Luộc.
- Tỉnh lộ 392 nối từ quốc lộ 38 ở huyện Bình Giang với tỉnh lộ 391 qua 4 xã từ Đức Phúc đến Nghĩa An. Đoạn mới mở kéo dài đến tỉnh lộ 391 (Tứ Kỳ)
- Tỉnh lộ 396: nối quốc lộ 37 với quốc lộ 38B (huyện Thanh Miện).
- Tỉnh lộ 396B: bắt đầu từ xã Tân Quang kết nối sang huyện Quỳnh Phụ, tỉnh Thái Bình bằng cầu Hiệp.
- Đường sông: đi Hưng Yên, Thái Bình, Hải Phòng bằng tuyến sông Luộc. Ngoài ra còn có các sông như Cửu An, sông Đình Hào (hay sông Tràng Thưa), sông Nghĩa An,... cũng có giá trị về giao thông với các địa phương lân cận như Gia Lộc, Tứ Kỳ.

## Danh nhân
- Khúc Thừa Dụ, người giành quyền tự chủ cho đất nước vào đầu thế kỉ X.